# Make a Secret
Make a Secret è un singolo della cantante sudcoreana BoA, pubblicato nel 2005 ed estratto dall'album Outgrow.

## Tracce
1. Make a Secret
2. Long Time No See
3. Make a Secret (Instrumental)
4. Long Time No See (Instrumental)